# WalkMe
WalkMeはソフトウェア、ウェブサイト、アプリなどの定着化を図るSaaSを展開するアメリカの多国籍企業である。イスラエルのテルアビブで創業し、現在はカリフォルニア州サンフランシスコに本拠地を置いている。
デジタル技術を社内外に定着させ、従業員の生産性向上や顧客とのエンゲージメントを強化する「Digital Adoption Platform(デジタルアダプションプラットフォーム)」の先駆者として認められている。WalkMeはグローバルで2000以上の顧客を有しており、Forbes Cloud 100には5年連続で選出されている。2021年6月16日に米国ナスダック店頭市場において25.6億ドルでIPO（新規株式公開）を実施した。2021年11月現在、WalkMeがオフィスを展開している拠点は、サンフランシスコ、ニューヨーク、ローリー、ロンドン、パリ、ベルリン、テルアビブ、シンガポール、シドニー、東京である。

## 製品・機能
WalkMeはSaaSやアプリケーション、ウェブサイト、モバイルアプリなどの画面に操作方法を案内する画面を重ね合わせたり、フォームに内容を代理入力したりすることで、エンドユーザーが入力することをサポートし、ツールやサービスの利用状況の分析を通じて利用の定着化を図る製品である。WalkMeは以下のアプリケーションで構成されている。
Smart Walk-Thrus（ウォークスルー）
顧客があらゆるタスクを正常に完了できるように必要な時に画面上のガイダンスを提供する機能。リアルタイムの簡単なステップバイステップの指示により、CRMにリードやアカウントを追加する方法を新しい従業員に教えるなど、様々な種類のオンラインプロセスについてユーザーにガイドを視覚的に提供することができる。
 Launchers（ランチャー）
ウェブサイトに配置されるクイックスタートボタンのこと。 LaunchersをクリックするとWalk-Thru、Resource、Shuttle、またはSmartTipsなどの再生といったアクションを実行するように設定することが可能。
 ShoutOuts（シャウトアウト）
サイトに注目をひくメッセージを表示させる機能。クリックすることで、Walk-Thruを開始したり、動画や記事といったにアクセスしたり、別のページへのShuttleを起動したり、プレーヤーメニューを開いたりすることができる。また、 ShoutOutsは新しい製品、機能、セールやキャンペーン、あるいはメンテナンス期間などを周知する目的でも利用される。
 SmartTips（スマートティップス）
フォームにガイダンスとサポートを配置する機能。SmartTipsは、ページ上の指示が十分でないためにユーザーがしばしばミスを犯すサイト上の特定のプロセスまたはフォームに対処するのに役立つ。入力された情報を検証にも使うことができ、ページや入力フィールドにある内容について追加の情報を提供したり、フォームの提出前に入力内容に関するフィードバックを提供することができる。
 Resources（リソース）
すでに作成してある記事や動画へのショートカットのこと。Walk-Thru の準備ができるまで、プレーヤーメニューに一時的に組み込める。Resourcesでは新しいポリシーを説明したり、新しい機能を表示やデモしたりすることもできる。
 Onboarding（オンボーディングタスク）
新規ユーザー向けのタスクリスト。 Onboardingタスクでは、ユーザーはタスクの進行状況を確認できる上、ゲーム感覚でタスクをこなせるようになり、より多くのタスクの完了とWalkMeの活用を促すことができるようになる。一連のタスクを使って新規従業員をトレーニングしたり、プラットフォームにおける広範の変更についてユーザーに通知することができる。  
Shuttles（シャトル）
頻繁に使用するページへの効率的なショートカットを提供する、ブックマークと似た機能。ユーザーが Shuttle をクリックすると、提供された URL にリダイレクトされ、新しいページは同じウィンドウや新しいタブに読み込まれる。Shuttlesを使用して、ユーザーが必要とする頻繁に使用されるレポートへのアクセスを提供したり、ウェブサイト上でホストされないテンプレートやリソースを共有したり、ユーザーをサインアップページに直接移動したりするといったことができる。
 Surveys（サーベイ）
ユーザーからのフィードバックを集めるためのサーベイ機能。集めたデータはWalkMe Analyticsで追跡することが可能。WalkMeビルドのどの段階でも実装ができる。さまざまな質問タイプを使ってカスタマイズしたり、特定の頻度で再生するように設定したり、自動的に再生されるように設定するといったこともできる。
 ActionBot（アクションボット）
自然言語のチャットインタフェースであるActionBotとの会話(チャット)を通じて、必要項目への入力を行うことができる機能。
検索
ウィジェット内で指定ドメインでの検索を行うことができるようになる機能。
ヘルプデスク
WalkMeプレーヤーメニュー内からサポートサイトへ直接のリンクを提供する機能。
ライブチャット
現在のライブチャットプロバイダーをWalkMeと統合して、ユーザーへのヘルプを一か所にまとめて提供することができる機能。
TeachMe（コース）
WalkMeの体験を学習モジュールや完全なコースにパッケージ化できるアプリ。TeachMeではユーザーがサイトのシステムを使用しながら学習を進めることができる。システムと画面の間を何度も切り替えることなく、必要に応じて適切な情報をアプリケーション内で学習することができる。 
WalkMe Editor（エディター）
Smart Walk-ThruおよびWalkMeアプリの構築、管理、公開に使用する管理ツール。
WalkMe Insights（インサイト）
一般ユーザーの行動分析を行う一体型分析プラットフォーム。

## 沿革
- 2011年 - イスラエル テルアビブにてWalkMe設立[3]
- 2012年4月 - 製品としての「WalkMe」がローンチ[9]
- 2013年 - Gartner社Cool Vendor Award受賞[10]
- 2016年3月 - 業務提携先であった株式会社ギャプライズが日本国内での提供を開始[11]

- 2016年9月 - ユーザー行動分析を行う新機能を追加[12]

- 2018年2月 – 日立ソリューションズと販売代理店契約を締結[13]

- 2019年2月 - WalkMe株式会社(日本法人)設立[14]

- 2020年2月 - 同社初となる年次カンファレンス「WalkMe Digital Adoption Summit 2020」をオンラインにて開催。[15]

- 2020年3月 - アビームコンサルティングとパートナーシップ契約を締結[16]

- 2020年5月 – Microsoftと提携し、Microsoft Dynamics 365にWalkMeが組み込まれる[17]
- 2020年10月 – SAPジャパンが提供するSAP App Centerで「WalkMe Process Automation」が入手可能となる。[18]

- 2020年12月 - ITリテラシーの教育支援を行う株式会社 環がWalkMeの取り扱いを開始。[19]

- 2021年3月 - WalkMe Editorの日本語対応開始[20]

- 2021年6月 - WalkMe、NASDAQ上場[21]
- 2021年8月 - Salesforce AppExchangeでWalkMe Embeddedの提供を開始したことを発表[22]

- 2021年10月 - オンラインカンファレンス「Realize on the Road」開催[23]

- 2021年11月 – アクセスラボとパートナーシップ契約を締結。[24]

## 日本国内の主要な導入企業
2021年11月現在、日本国内の事例としては、下記の企業が掲載されている。

### セールスフォース製品にWalkMeを導入している企業
SalesCloud、ServiceCloudなどのセールスフォース製品にWalkMeを導入している企業は以下のとおりである。
- NECネッツエスアイ株式会社 - ネットワークシステムインテグレーター
- 株式会社日本経済新聞社 - 新聞社
- HENNGE株式会社 - SaaS
- 株式会社ユーザベース - ウェブメディア
- 株式会社カインズ - ホームセンター

### SAP製品にWalkMeを導入している企業
ConcurやSuccessFactoreといったSAP (企業)製品にWalkMeを導入している企業は以下のとおりである。
- 住友商事株式会社 - 総合商社
- 旭化成株式会社 - 総合化学メーカー
- コネクシオ株式会社 - 携帯電話卸売・小売
- 大和ハウス工業株式会社 - ハウスメーカー
- 株式会社JTBビジネストラベルソリューションズ - システムインテグレーター
- 凸版印刷株式会社 - 総合印刷業
- オリンパス株式会社 - 光学機器・電子機器メーカー

### 自社サービス等にWalkMeを導入している企業
ユーザー企業が自社のサービスやウェブサイトの入力補助などを目的としてWalkMeを導入している企業は以下のとおりである。
- ソフトバンク株式会社（自社サイト「Y!Mobile法人向けオンラインサイト」） - 通信事業者
- 株式会社ミスミグループ本社（自社サービス「meviy」） - 機械メーカー・卸売業・EC
- スマートドライブ株式会社（自社サービス「SmartDrive Fleet」） - システム開発・SaaS

### その他の導入企業
- 三井化学株式会社 (Workday HCM) - 総合化学メーカー
- 日本マクドナルド株式会社（Oracle Cloud HCM） - 飲食業[26]
- 株式会社NTTドコモ - 通信事業者
- イオンディライト株式会社 - ビルメンテナンス
- 株式会社日立ハイテク - 専門商社
- リコージャパン株式会社 - 総合事務機器メーカー
- 株式会社ハイコーキ  - 工具メーカー
- PHCホールディングス株式会社 - 医療機器メーカー
- 株式会社LIFULL - 住宅不動産ウェブメディア
- 東京海上日動火災保険株式会社 - 損害保険

## 日本国外での主要な導入企業
2021年11月現在、日本国外の事例としては、下記の企業が掲載されている(一部抜粋)。
- アドビ - Salesforce
- PayPal - Salesforce
- デルタ航空 - SAP
- IEビジネススクール – Microsoft Dynamics 365
- 全米連邦職員退職者連盟 – Microsoft Dynamics 365
- ヒューレット・パッカード - HP Indigo(デジタル印刷機サービス)
- マイクロソフト - Bind ads(広告プラットフォーム)
- シスコシステムズ – Cisco CloudCenter(マルチクラウド管理ツール)
- ロイヤルカナン -カナダの獣医コミュニティサイト
- Zuora – Zuora (SaaSアプリケーション)
- LinkedIn – HCM/Insightソフトウェア

## セキュリティ認証
Amazon Web Servicesをインフラとし、以下のコンプライアンス規格に準拠している。
- ISO 27001 情報セキュリティ認証
- ISO 27017 クラウド固有の管理
- ISO 27018 個人データ保護（PII）
- ISO 27729 医療情報セキュリティ管理（PHI）
- ISO 27032 サイバーセキュリティ指針
- SOC 2 タイプII - セキュリティ、可用性、機密保持レポート
- SOC 3 タイプII - 一般管理レポート
- STAR 認証
- Skyhigh CloudTrust™
- FIPS 140-2 （米国連邦情報処理基準レベル1）

## 受賞歴
2021年11月現在、受賞歴としては、下記のアワードが掲載されている。
- Forbes Cloud100 World’s Best Cloud Companies
- Technology Fast 50TM North America by Deloitte
- 50 Highest Rated Cloud Computing Companies To Work For
- Rising Star CRM Service Awards
- 2019 Comparably Award for “Best Outlook”
- Glassdoor: Highest Rated Companies to Work For
- Top 100 Microsoft Solution Providers
- Communications Solution Product of the Year
- 2015 CeBIT Top Business Solution
- Contact Center Technology
- Silicon Valley TiE50 Award
- 2015 CeBIT Excellence Award
- Best Learning Innovator 2016
- LearnX Training Awards Silver Winner
- Gartner Cool Vendor
- Red Herring Top100
- CIO Magazine Web App That Will Change Your Business
- Brandon Hall Gold Excellence Award
- 20 Most Promising Salesforce Solution Providers
- The Europas Tech Startup Oscars
- Disruptive Investor Award
- Hottest Companies in San Francisco
- CRM Idol 2014
- Distruptive e-Learning Technologies
- DevLearn 2014 Best Product
- Golden Bridge Business & Innovation Award
- Top Microsoft Solution Provider for Dynamics
- Tech Culturee Award 2016